# 白川鄉

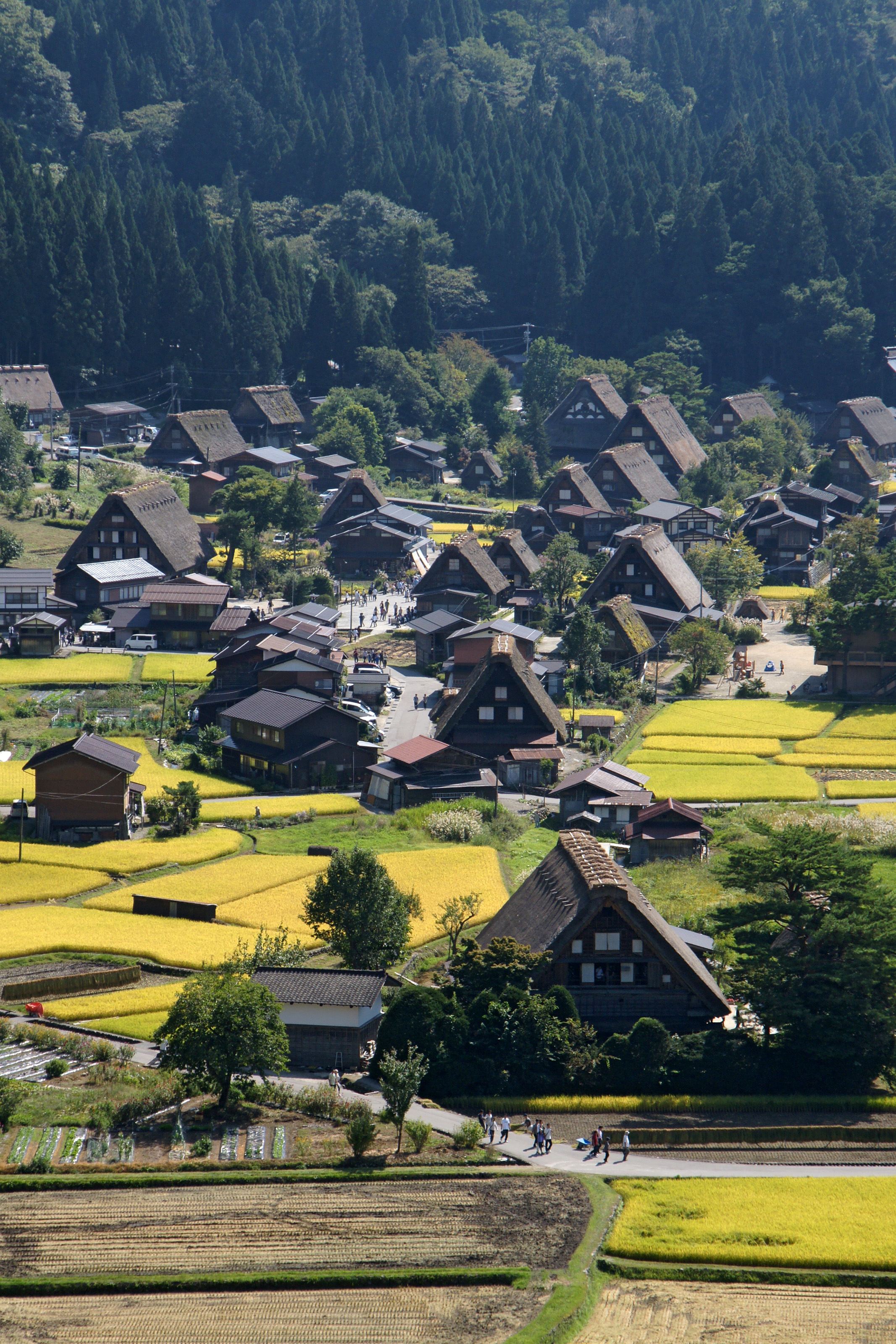
白川鄉

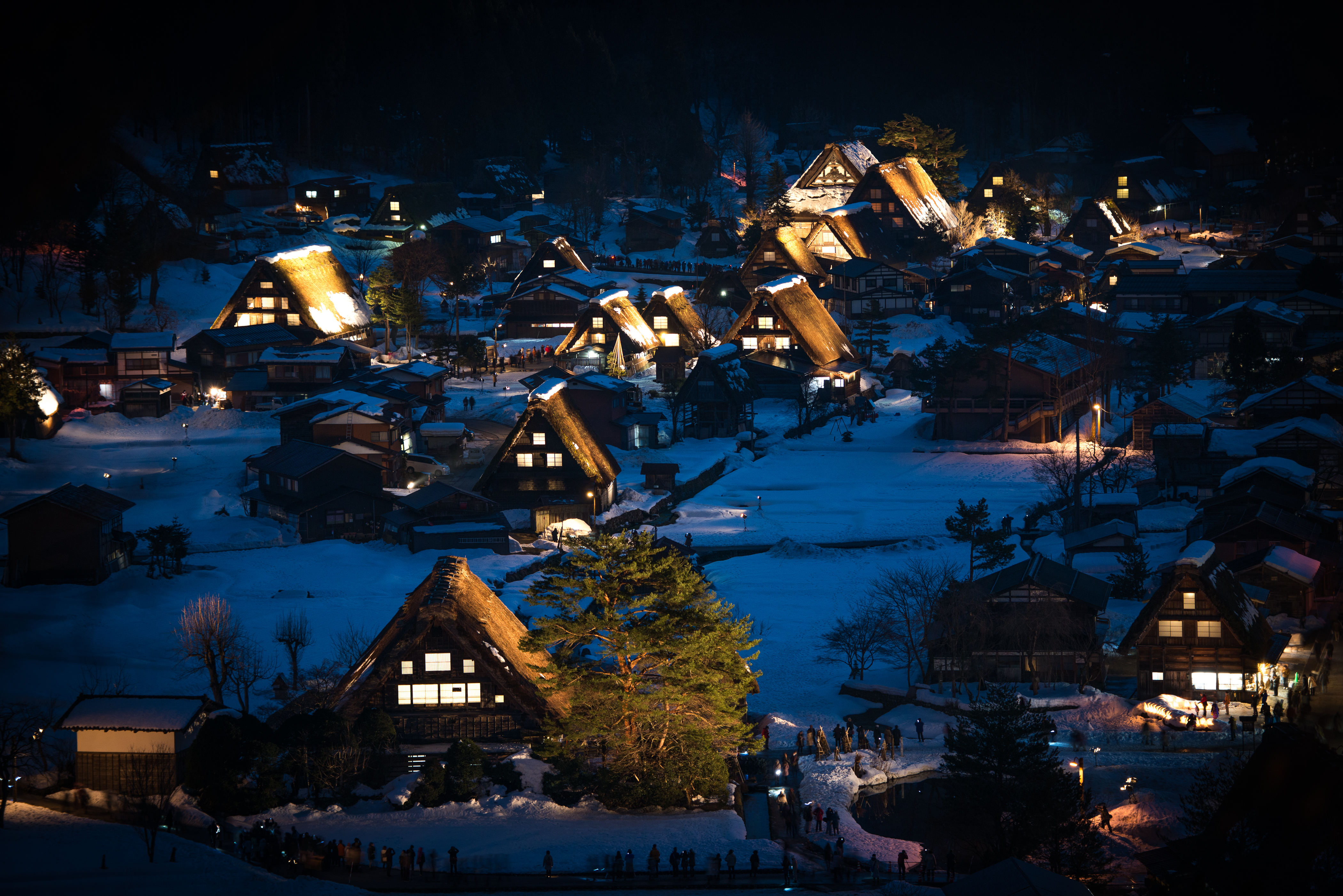
晚上的白川鄉

白川鄉是指岐阜縣（飛驒國）内的庄川流域。相對大野郡白川村及舊庄川村（現高山市），前者稱作「下白川鄉」，後者稱作「上白川鄉」。今天大多只指白川村。白川鄉的荻町地區因合掌造而著稱。白川鄉與五箇山（相倉地區、菅沼地區）等具有獨特景觀的村落以「白川鄉與五箇山的合掌造聚落」之名於1995年12月被登錄為聯合國教科文組織的世界遺產（文化遺產）。

## 特色
“合掌造”因屋的形狀很尖，像一双合着的手掌而得名。白川鄉每年秋天會有濁酒祭，以慶祝一年的豐收，也是鄉內重要的節日。

## 交通

### 巴士

#### 對外巴士路線歷史
最早由於白川鄉並無鐵道連接，日本國鐵於是開辦日本最長，全程達10小時的國鐵路線巴士——名金線，並增設名金急行線來往名古屋及金澤並途經白川鄉。
後來JR成立後，名金線由JR東海及JR西日本所屬的巴士部門接管，而其中白川鄉地區及名金急行線就歸JR東海巴士營運。
雖然白川鄉於1995年12月被登錄為聯合國教科文組織的世界遺產，但因名金線接駁的前越美南線北濃站和美濃白鳥站由長良川鐵道承繼，因此失去了JR列車接駁巴士的意義，外來遊客難以使用，以致乘客量並無因白川鄉遊客的急增而受惠。
隨著JR東海巴士的地區巴士業務經營收支惡化及經營策略改變，名金線有關班次不斷縮減，直至2002年9月30日，JR東海巴士全面結束岐阜地區所有巴士業務，並取消餘下白川鄉地區的JR巴士路線及名金急行線，雖然JR東海巴士現在營運的名古屋至金澤的「北陸道特急巴士」仍會途經白川鄉，但並不停站，故現在來往白川鄉只可靠私營巴士公司的路線。
雖然JR東海巴士已全面撤離，但名金線由西日本JR巴士營運的金澤—城端線福光站區間現在仍有服務。

#### 現在主要對外巴士路線
- 由高山市、金澤、JR高山本線：濃飛巴士（濃飛乗合自動車株式会社）（名古屋鐵道集團）
- 由名古屋、岐阜市、長良川鐵道北濃站／美濃白烏站：岐阜巴士（岐阜乗合自動車株式会社）（名古屋鐵道集團）
- 由城端市、JR城端線：加越能鉄道巴士
- 由於富山現在均無直達巴士前往白川鄉，故遊客一般會乘JR高山本線列車，經高山市轉乘巴士前往較為容易。
- 由濃飛巴士經營富山前往白川鄉巴士，每日3.5次來回 [1]

## 相片

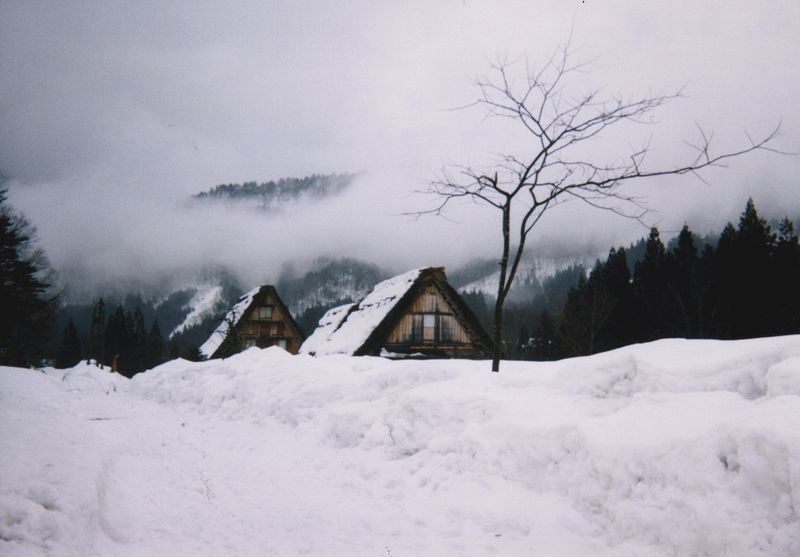
冬季的白川鄉
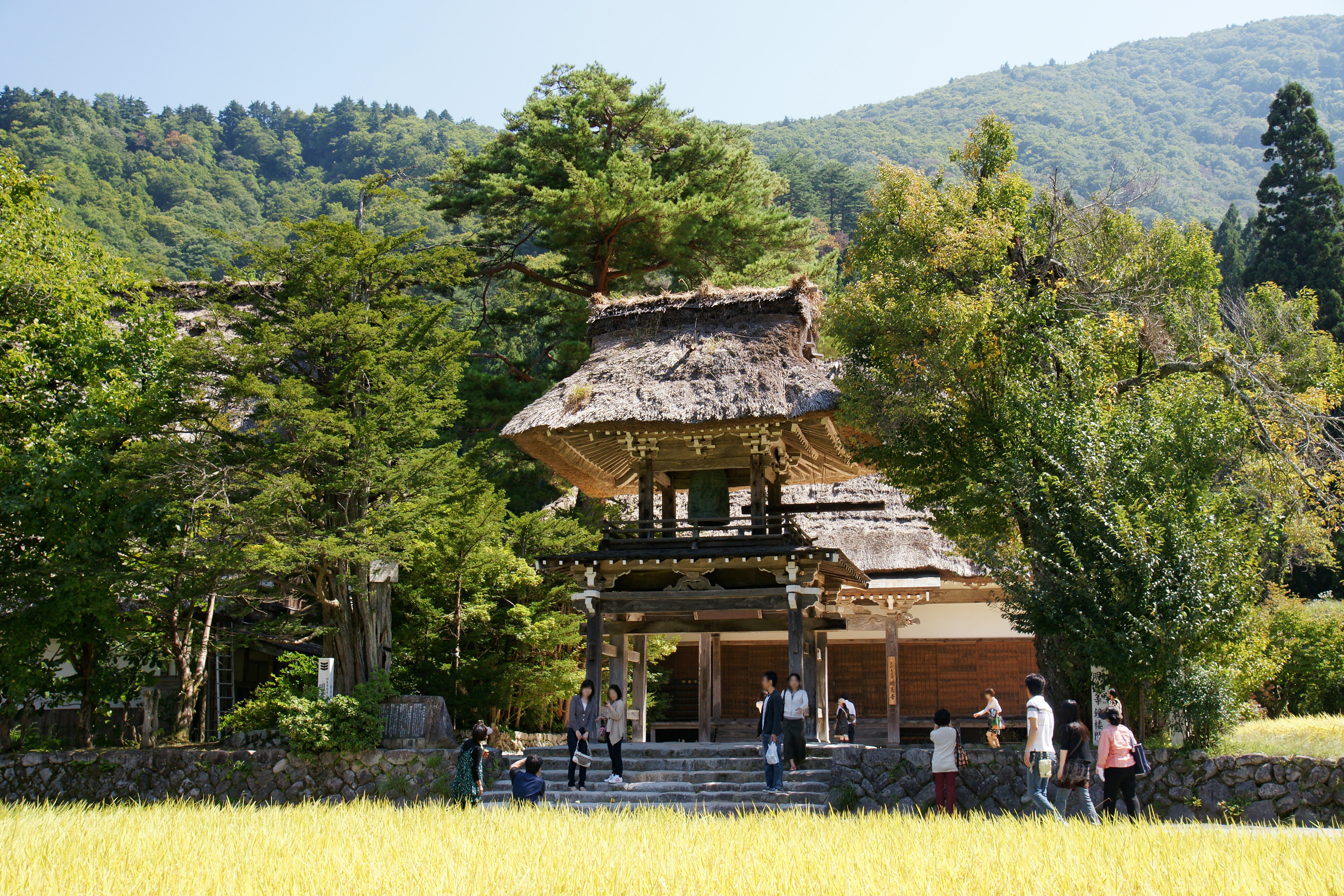
明善寺
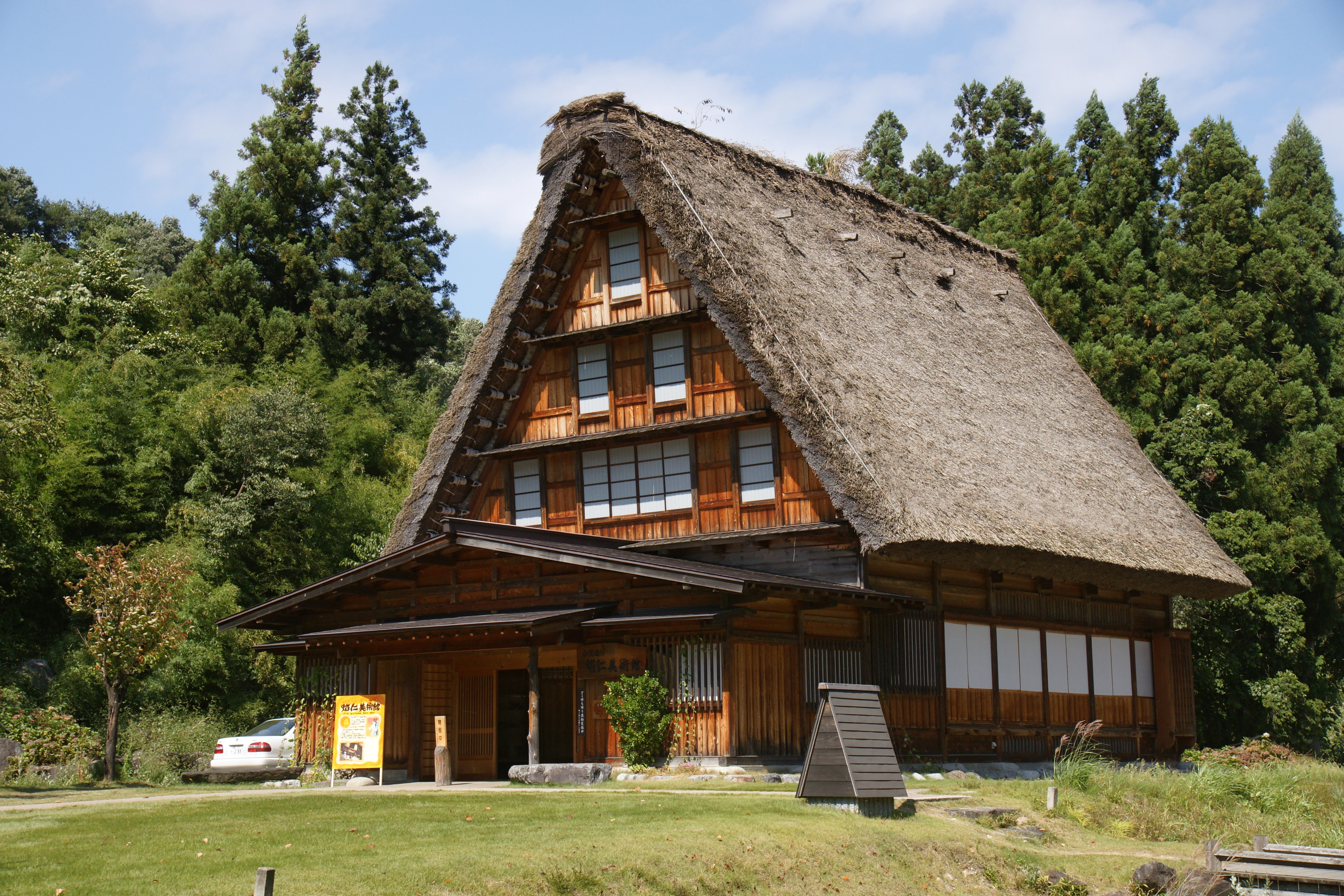
焔仁美術館
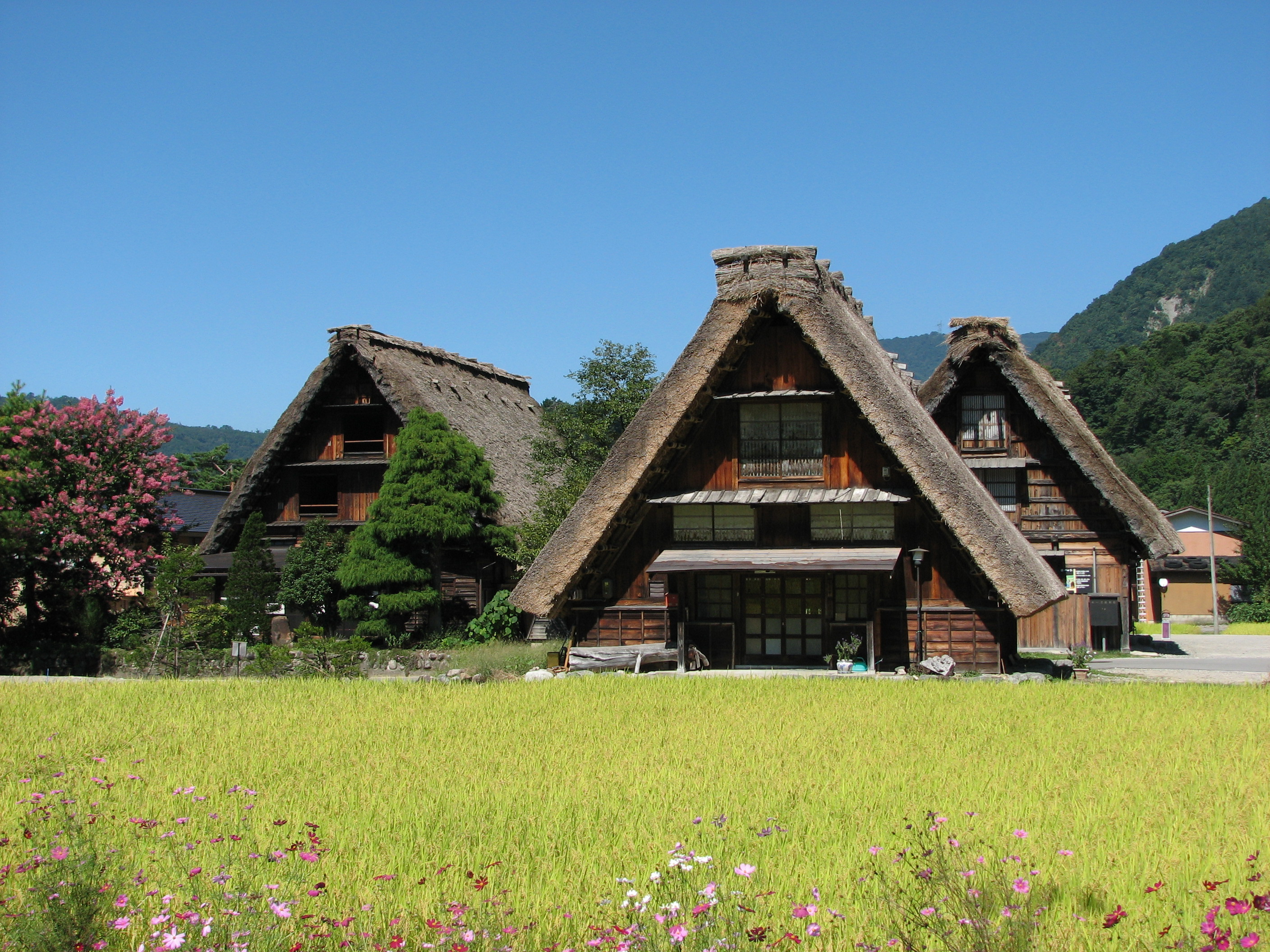

## 其他
日本動畫、電子遊戲《暮蟬悲鳴時》（ひぐらしのなく頃に）及電視劇《最愛》取材自白川鄉。而香港無綫電視劇集《最美麗的第七天》的部份情節也曾在當地取景。

## 外部連結
- 白川村 （页面存档备份，存于）
- 白川郷観光

1. ↑   (PDF).   [2017-09-14]. （原始内容存档 (PDF)于2021-04-16）.